# Teleorman (distrito)
Teleorman é um judeţ (distrito) da Romênia, na região da Valáquia. Sua capital é a cidade de Alexandria.